# 吉野正敏
吉野 正敏（よしの まさとし、1928年1月1日 -2017年7月4日）は、日本の地理学者・気候学者・気象学者。東京都出身。

## 経歴
東京文理科大学地学科地理学卒。東京教育大学大学院、1953年同助手、1961年「風に及ぼす小地形の影響」で理学博士の学位を取得。1957年に法政大学助教授となり、その後、教授となる。1961-1963年ボン大学研究奨学生。1974年に筑波大学教授となり、1992年に定年退官し名誉教授となる。その後、愛知大学教授となる。1967-1968年ハイデルベルク大学客員教授。
2001年から2010年まで国際連合大学の上席学術顧問をつとめた。

## 受賞歴
- 藤原賞 - 日本気象学会（1997年）
- インド農業気象学会賞（1991年）
- アレキサンダー・フォン・フンボルト研究賞（1992年）
- 国際地理学連合栄誉賞（2000年）
- 国際都市気候学会リューク・ハウォード賞（2007年）

## 著書
- 『小気候 局地気象学序説』地人書館　1961
- 『ヨーロッパきこう』古今書院　1965
- 『気候学』地人書館 新気象学薦書　1968
- 『自然地理学講座 2 気候学』大明堂 1978
- 『世界の気候・日本の気候』朝倉書店 気候と人間シリーズ 1979
- 『風の世界』東京大学出版会 1989
- 『風の博物誌』丸善 1991
- 『気候地名をさぐる』学生社 1997 再刊　吉川弘文館「読みなおす日本史」2024　ISBN　9784642076777
- 『中国の沙漠化』大明堂 愛知大学文學会叢書 1997
- 『風と人びと』東京大学出版会 UP選書 1999
- 『気候地名集成』古今書院 2001
- 『歴史に気候を読む』学生社 2006
- 『気候学の歴史 古代から現代まで』古今書院 2007
- 『世界の風・日本の風』成山堂書店 気象ブックス 2008
- 『地球温暖化時代の異常気象』成山堂書店 気象ブックス 2010
- 『古代日本の気候と人びと』学生社 2011
- 『極端化する気候と生活 温暖化と生きる』古今書院 2013

### 共編著・監修
- 『小気候調査法』小沢行雄共著 古今書院 1965
- 『モンスーンアジアの水資源』編著 古今書院 1973
- 『中国の雨と気候』編著 陳国彦訳 大明堂 1975
- 『指導のための自然環境』町田貞共編著 中教出版 社会科における理論と実践シリーズ 1976
- 『気候環境学概論』福井英一郎共編 東京大学出版会 1979
- 『気候学・気象学辞典』浅井富雄 河村武 設楽寛 新田尚 前島郁雄共編 二宮書店 1985
- 『雪と生活』編著　大明堂 1988
- 『雲南フィールドノート』編　古今書院 1993
- 『地球環境への提言 問題の解決に向けて』編　山海堂 1994
- 『講座・文明と環境 第6巻　歴史と気候』安田喜憲共編　朝倉書店 1995
- 『熱帯中国 自然そして人間』編　古今書院 1997
- 『都市環境学事典』山下脩二共編 朝倉書店 1998
- 『医学気象予報 バイオウェザー・病気と天気の不思議な関係』福岡義隆共著 角川oneテーマ21　2002
- 『日本の気候』全2巻 監修 気候影響・利用研究会編 二宮書店 2002-04
- 『環境気候学』福岡義隆共編 東京大学出版会 2003
- 『気候風土に学ぶ 暮らしと健康の歳時記』編 バイオクリマ研究会著 学生社 2004

## 論文
- ＜吉野正敏